# Мацукас, Спирос
Спи́рос Мацу́кас (греч. Σπύρος Ματσούκας; 1873, Ипати, Греция — 1928) — греческий поэт конца XIX- начала XX веков.
Сочетал литературную деятельность с участием в освободительных войнах и патриотической агитацией и сбором пожертвований для укрепления флота и армии, в силу чего именовался «национальным апостолом» (εθναπόστολος).
Греческий военно-морской флот обязан ему приобретением как минимум одного эсминца, стоимость которого была оплачена пожертвованиями собранными поэтом.

## Биография
Спирос Мацукас родился в селе Ипати Средней Греции. Есть разногласия о годе его рождения. Одни исследователи указывают 1873 год другие указывают 1870 год.
Согласно Т. Лаинасу, род Мацукасов происходил из фессалийского города Трикала, но в силу своей патриотической деятельности, семья Мацукасов, гонимая турками переселилась в Ламию, где сумела не только выжить, но и нажить себе состояние.
Однако непрекращающаяся патриотическая деятельность семьи Мацукасов стала поводом того, что местные турки зарезали одного из 5 её мальчиков, после чего семья переселилась в более безопасный Ипати.
Сам Спирос Мацукас родился уже после того как регион стал частью воссозданного греческого государства.
После окончания начальной школы в Ипати и гимназии в Ламии, и удовлетворяя желаниям родителей, Спирос Мацукас поступил на юридический факультет Афинского университета, после чего, согласно его заявления «скатился в адвокаты» («κατάντησε δικηγόρος»).

## Рождение поэта
В действительности, С. Мацукас, хотя и окончил юридический факультет, никогда не работал юристом и посвятил себя поэзии, которую полюбил с детства.
Перипетии его рода, пейзажи, история и мифы окружавшие Ипати и Ламию, решительным образом повлияли на его духовный мир.
Когда он учился в гимназии в Ламии, С. Мацукас узнал о смерти своего отца. Пройдя пешком расстояние в 21 км до Ипати, он трансформировал в пути свою боль в поэтическое посвящение отцу и прочитал своё первое стихотворение на похоронах отца.
В студенческие годы он познакомился с поэтом Милтиадом Малакасисом, который будучи старше Мацукаса на десять лет, также как он, по настоянию семьи учился на юридическом факультете Афинского университета.
Это знакомство сыграло важную роль в последующей жизни Мацукаса. Малакасис, автор героической поэмы «Батариас», стал тесным другом Мацукаса. Они проводили вместе большее время своей студенческой жизни. Вместо того чтобы изучать программу юридического факультета, они читали поэзию других поэтов и зачитывали друг другу свои стихи в прогулках на гору Гимет, в то время как их сокурсники слушали лекции в университете.
Врождённый патриотизм, история его семьи и влияние Малакасиса были факторами того, что поэтические труды Мацукаса служили его патриотическим идеям.
Однако свой патриотизм Мацукас проявлял не только пером.

## С оружием в руках
Будучи ещё студентом, в 1896 году Мацукас отправился добровольцем на Крит в поддержку очередного критского восстания.
Согласно некоторым источникам, он возглавлял группу студентов, которые сформировали т. н. «Священный отряд».
Малакасис свидетельствует, что Мацукас вызывал восхищение своих соратников. В ходе осады Канданоса, Мацукас вместе с двумя критянами вызвались взорвать себя вместе с несдававшейся турецкой башней, но к счастью, в конечном итоге, турки оборонявшие башню сдались без самопожертвования Мацукаса и его товарищей.
В 1897 году, забросив учёбу, Мацукас вступил добровольцем в греческую армию и принял участие в кратковременной, сколь и странной греко-турецкой войне.
По пути на фронт в Фессалию, он остановился в Ипати, чтобы получить благословение матери, «отправляясь в бой против проклятых турок», «бойцом и певцом осуществляя свои мечты в тени Истории».
Историк Георгиос Руссос писал, что как ни странно все (греки) подозревали, что это была комедия, написанная кровью греческого народа, «что Греция была втянута в войну с предписанным результатом, что невидимые и тёмные силы побудили нас начать войну, будучи уверенными что мы будем разбиты. За этой войной стояла интрига, нацеленная не только на наше военное поражение, но и на наше общенациональное ослабление».
Участники последовавшей войны в Фессалии и Эпире, в особенности итальянские добровольцы, утверждали, что отход греческой армии был запланирован до начала войны. А. Чиприани писал о «предрешённом, запрограммированном отходе». Другой итальянский доброволец обращался к грекам «popolo tradito» (преданный народ). Примечательно, что и турецкий генштаб в своём докладе «признаёт мужество греческих войск», но в заключении пишет что «греки не проявляли намерение воевать действительно» (de ne pas combattre serieusement) и именует эту войну «симуляцией войны» (simulacre de guerre). В последней строчке этого доклада: «Следуя из этого, мы считаем, что Высшее греческое военное командование имело приказ оставлять шаг за шагом территорию, не ставя под угрозу жизни своих солдат».
Несмотря на это, согласно странице посвящённой Мацукасу в календаре изданном поэтом К. Ско́косом, в сражении при Велестино Мацукас «выставил свою грудь под огонь врага радостный и напевая», а в Сражении при Домоко́се сражался «стоя и поя национальные песни, передавая своим сильным голосом опьянение героизмом и самопожертвованием».
В другом, поэтическом, описании Мацукаса в этой войне, он держит в одной руке винтовку, в другой рупор, через который декламировал солдатам свои стихи.
Эта «странная война» была остановлена, после вмешательства российского императора Николая II 5/17 мая 1897 года".
Г. Руссос пишет, что мирный договор «принёс гордому греческому народу стыд и унижение. Поскольку заставив нас просить позорное перемирие, затем они втянули нас в возмутительные переговоры с султаном, который неожиданно выдвинул самые наглые и бесчестные для нас претензии».

## Период от поражения до национального триумфа
После свёртывания странной войны, морально разбитый Мацукас вернулся в Ипати. Мечты улетучились, великие идеи были похоронены. Крик его души трансформировался в песни, песни утешения и надежды на новое начало, на возрождение идеалов греческого рода.
Политими Дзордзопулу пишет : «Ипати тишины и раздумья подняли в нём вновь лирику борца. Юриспруденция сталкивается с самыми глубоким выбором его души. Он стремится действовать, работать на Отечество. Он непрерывно пишет стихи и мечтает. Он готовит свои большие патриотические планы против пораженчества тех дней. И одновременно пишет. Его речь льётся неудержимо, как водопад из расщелины скалы».
В 1899 году он издал свой первый сборник стихов, под заголовком «Рассветы» (Γλυκοχαράματα).
В 1901 году он издал сборники «Патриотические песни» (Πατριωτικά τραγούδια) и «Греция-Румыния, приветствие румынским братьям» (Ελλάδα — Ρουμανία,•Χαιρετισμός προς τους Ρουμάνους αδελφούς).
Считая, что он сам, и нация в целом, оставались в долгу перед его земляком, героем и мучеником Греческой революции Афанасием Дьяком, он начал свою кампанию по сбору средств для создания памятника в Ламии. Взвалив два вещь-мешка со своими стихами на свои плечи, Мацукас пешком исходил Афины. Выручка за книги предназначалась скульптору Иоаннису Каракацанису.
Столичная пресса в целом с симпатией отнеслась к его действиям, но газета «Акрополис» поставила под сомнение насколько афиняне откликнутся на его инициативу.
Однако кампания Мацукаса завершилась успехом. 23 апреля 1903 года мраморный памятник Афанасию Дьяку был открыт на одноимённой площади Ламии, в присутствии всей королевской семьи.
Ещё в 1900 году, правительство Г. Теотокиса учредило т. н. «Фонд флота», с целью сбора пожертвований для приобретения новых боевых кораблей.
Это открыло Мацукасу новое поле патриотической деятельности. Мацукас включился в сбор пожертвований для флота.
Обращаясь к своей матери, Мацукас говорил: «мать, я стану попрошайкой ради другой моей матери, Родины».
Сбор пожертвований он начал в 1901 году с Крита, за освобождение которого он сражался четырьмя годами ранее. Остров уже имел автономный статус, но критяне не забывали о своём долге в освобождении других греческих земель.
В начале 1902 года «Апостол Павел флота» как именовал его журналист и писатель Влассис Гавриилидис, прибыл в Египет. Большая и богатая греческая община Египта откликнулась на призывы поэта.
Уже в 1904 году король Георг наградил его орденом за его национальную деятельность
В октябре 1904 года Мацукас отправился на находившийся под британским контролем остров Кипр. Он активно проводил здесь сбор пожертвований в Фонд (греческого военного) флота и одновременно подогревал своими стихами и действиями стремление киприотов к Энозису, воссоединению с Грецией. Он пробыл на Кипре два года, обошёл все города и 402 сёл. Приносившие пожертвования целовали крест, греческое знамя, Евангелие. Приносящих большие суммы поэт мог отблагодарить только щепоткой земли «свободной Греции», которую они с благоговением принимали как амулет. Киприоты пожертвовали значительную по тем временам сумму в золотых британских фунтах. Он продолжил сбор пожертвований для флота среди греческой диаспоры.
Хрисанти Зицеа пишет «Одарённый громким голосом, высоким и внушительным ростом, он обошёл не только наши города и деревни, но и города внешнего мира, дошёл до Америки, декламируя свои стихи, и собирая пожертвования для национальных целей».
Х.Зицеа отмечает, что чтобы вызвать энтузиазм у студенческой молодёжи он обращался к ней "простыми призывами, пропитанными его патриотическим духом и крещёнными в пламени которое сжигало его, и были способны возбуждать души, усиливать патриотический дух и сеять «национальную идею».
Она же добавляет, что эти без особых поэтических претензий импровизации — в зависимости от времени и цели, были семенами которые дали всходы.
Народ и армия были уверены в неизбежности новой войны за освобождение греческих земель.
В 1907 году Мацукас издал сборник «Призывы горна» (Σαλπίσματα). Примечательно что сборник был издан Военным министерством.
Офицерское движение 1909 года ограничило вмешательство королевской семьи в дела армии, вызвало с полуавтономного тогда Крита революционера Э. Венизелоса, который возглавил правительство. Новый премьер-министр стал серьёзным образом готовить страну к войне, укрепляя армию и флот.
4 мая 1909 года Мацукас отправляется собирать пожертвования в США.
Новый флагман флота, броненосец «Авероф» был приобретён в 1911 году, в основном за счёт пожертвований (треть суммы стоимости была предоставлена меценатом Георгиосом Аверофф).
Благодаря пожертвованиям были также приобретены эсминцы «Керавно́с» и «Неа Генеа».
Часто встречается утверждение, что оба эсминца были приобретены на деньги собранные С. Мацукасом. Ближе к истине констатация, что суммы собранной Мацукасом хватило на оплату большей части стоимости эсминца «Неа Генеа».
При этом, имя эсминца (греч. Νέα Γενεά — Новое поколение) было выбрано С. Мацукасом.
Это подтверждается посланием, которое Мацукас получил будучи ещё в США от лидера офицерского движения 1909 года и военного министра на тот момент, полковника Николаоса Зорбаса.
Министр информировал Мацукаса, что правительство заказало эсминец «Неа Генеа», а также одну артиллерийскую батарею стоимостью в 224 тысячи франков, и высказывал ему свою признательность и признательность флота и армии.
Мацукас не стал останавливаться на достигнутом, переключив своё внимание на авиацию и начав свою кампанию четверостишиями: «Сколько звёзд на небосводе, столько и самолётов…».
Эта его кампания в США завершилась приобретением трёх самолётов. Усилиями пионеров греческой авиации и поддержкой греческих меценатов и диаспоры, Греция стала одной из немногих стран в мире на тот момент использовавших авиацию в военных действиях.
Одновременно, эсминцы «Керавно́с» и «Неа Генеа» прибыли в Грецию с началом Первой Балканской войны и сразу вступили в военные действия. .

### Депутат парламента
В 1910 году, когда Мацукас ещё находился в США, ему было предложено представлять в парламенте Греции регионы Фтиотиды и Фокиды. Мацукас отказался, но его земляуи избрали его с триумфом.
Он вернулся из США в начале октября 1911 года, результаты его поездки вызывали восхищение.
Мацукас появился в греческом парламенте 11 октября одетый в греческую фустанеллу, что вызвало переполох у одетых во фраки депутатов.
На замечание симпатизировавшего ему депутата, что парламент его засмеёт, Мацукас ответил, что ему жаль тех, кто будет смеяться.

## Победы на море и суше — сопровождая армию
Греческий флот и историки с благодарностью признают результаты многолетней «апостольской деятельности» С. Мацукаса
Вместе с 4 эсминцами «типа Леон», также приобретёнными в последний момент, «Неа Генеа» и «Керавно́с» были самыми новыми кораблями греческого флота.
11 ноября эсминец «Неа Генеа» принял участие в освобождении острова Хиос.
3 (16) декабря 1912 года, «Неа Генеа», в составе греческого флота ведомого флагманом броненосцем Авероф под командованием адмирала Кунтуриотиса принял участие в греческой победе над турецким флотом у Элли.
5 (18) января 1913 года «Неа Генеа» наряду с 4 греческими броненосцами и 8 эсминцами принял участие в последовавшей греческой победе над турецким флотом у Лемноса, после которой турецкий флот не посмел более выйти из проливов.
Сам поэт последовал за армией. Согласно некоторым источникам, он вступил в армию добровольцев-горнистом. Однако его статус не был армейским, к тому же он продолжал носить штатскую одежду. После победного сражения при Сарантапоро, Мацукас случайно обнаружил артиллерийскую батарею, приобретённую на собранные им деньги и которая, как и эсминец, именовалась «Неа Генеа». Командир батареи, капитан Кугитеас, уступил просьбе артиллеристов исполнить залп одним орудием в честь Мацукаса.
Сразу затем, вместе с генштабом, Мацукас прибыл 11 октября в освобождённый греческой армией город Сервиа.
Обнаружив 117 вероломно убитых турками заложников из числа местных жителей, Мацукас тут же посвящает им стихотворение и зачитывает его: «Вставайте из могил, невинно убиенные…»
Поэт стремится быть в числе первых солдат, в ступавших в освобождаемые города и сёла Македонии и «Ангелом Свободы» первым делом направлялся к церквям чтобы звонить в колокола.
Победоносный марш первого этапа войны завершился вступлением греческой армии в столицу Македонии, город Салоники, куда Мацукас вступил одним из первых, с винтовкой украшенной лавром.
В других эпизодах войны его участие носит характер логистики, где не совсем ясно если его поставки были произведены на личные средства.
Командир II дивизии, генерал-майор Константинос Калларис, 13 января 1913 года благодарит Мацукаса за присланные ему до этого 300 мешков изюма и 100 ящиков коньяка и за полученные дополнительные ящики коньяка и сигарет.
Калларис пишет Мацукасу «прими нашу любовь за твою ценную помощь, ты, который согрел тела, но более всего души солдат своей песней».
Но в стремлении Мацукаса постоянно находиться с солдатами на передовой и оказывать им помощь были и переборы.
Примечателен случай описываемый в мемуарах подполковника Афанасиоса Казанаса. На последнем этапе сражения за столицу Эпира, город Янина, на рассвете 19 февраля 1913 года Мацукас оказался среди солдат одного из батальонов 1го полка эвзонов, готовившихся к атаке. Мацукас стал раздавать им изюм и коньяк. Созданный Мацукасом беспорядок был грубо прерван майором И. Велиссариу: «после боя, когда батальон будет отдыхать».
Поэт следовал за армией и во Второй Балканской войне против болгар, что эпизодически отмечает в своём (подпорченном литературным пером) историческом труде «Вперёд в штыковую — Вторая Балканская война» Ф. Сарандопулос.
Сам Мацукас подтверждает своё участие во Второй Балканской войне и в её последнем Сражении в Кресненском ущелье.

### Белый Крест
Триумфы греческой армии в Балканских войнах следовали одни за другими. Но вместе с триумфами росли потери. Страна была наводнена тысячами вдов и сирот, которые пытались выжить. Мацукас решил создать гуманитарную организацию по образцу Красного Креста, точнее как продолжателя работы Красного креста, в условиях мира, а не войны. Целью Белого Креста созданного Мацукасом было оказание финансовой помощи сиротам павших в войнах греческих солдат, акцентируя своё внимание на сиротах-девочках, как более уязвимых в финансовом и общественном отношении, учитывая в особенности не изжитый в тот период институт приданого.
Белый Крест предоставил приданое 16 тысячам девочек-сирот, оказывая им также помощь до их замужества, и, во избежание возможных проблем, продолжал держать их на учёте и в первые годы их замужества.
В период Первой мировой войны Белый Крест оказал также (символическую) финансовую помощь небольшому числу дочерей французских солдат, павших на полях сражений Македонского фронта

## В период Первой мировой войны
С началом Первой мировой войны и последовавшим периодом Национального раскола (1915—1916), Мацукас был арестован в декабре 1916 года по обвинению в оскорблении короля Константина.
Выйдя из заключения, Мацукас последовал за премьер-министром Э. Венизелосом в Салоники, где премьер образовал правительство Национальной обороны и приступил к формированию его армии.
Он сопровождал Венизелоса в августе 1918 года, в ходе посещения премьер-министром города Флорина.
В 1918 году, в знак признания деятельности Мацукаса, греческое правительство назначило ему почётную пенсию.

## Возвращение Национального апостола
В период Балканских войн греческая армия освободила бо́льшую часть Эпира и Македонии, практически все восточные острова Эгейского моря (за исключением Додеканеса, который был под итальянским контролем). Греческое королевство удвоило свою территорию.
После Первой мировой войны и будучи в лагере победителей, Греция была близка к осуществлению большей части своих ирредентистских идей — Западная и Восточная Фракия были присоединены к Греции, также как и древние греческие земли в Ионии. Греческая армия остановилась в 50 км от занятого союзниками Константинополя.
В годы после Первой мировой войны Мацукас как бы уходит в тень, вероятно как следствие болезни, так и с возвращением к власти в ноябре 1920 года короля Константина.
Летом 1922 года, до того непрерывно наступавшая в Малой Азии, экспедиционная греческая армия потерпела поражение и была вынуждена оставить Ионию.
Кроме этого (бывшие) союзники вынудили Грецию оставить без боя и Восточную Фракию.
Из территорий воссоединённых после Первой мировой войны, за Грецией осталась только Западная Фракия.
Страшным было не военное поражение в Ионии, страшной была судьба коренного греческого населения Ионии и Понта.
Малоазийская катастрофа означала смерть и изгнание коренного христианского населения и конец трёх тысяч лет греческой истории в Малой Азии и (восточной) Фракии.
Разорённая десятилетними войнами Греция приняла до двух миллионов выживших беженцев.
Мацукас был морально подавлен сменившей триумфы катастрофой, но не раздавлен.
Времени на оплакивание «холокоста Смирны» (ολοκαύτωμα της Σμύρνης) не было — он развернул бурную деятельность, оказывая беженцам помощь и содействие в разрешении их первоочередных проблем.
Пережив падение 1897 года, он был уверен что снова будет взлёт, придёт новая Пасха.
Полный уверенности в силы греческой нации, С. Мацукас издаёт в 1922 году сборник «Двадцать пять лет живых песен 1897—1922» (Εικοσιπέντε χρόνων ζωντανά τραγούδια•1897-1922).
Малоазийская катастрофа вызвала антимонархистское восстание армии сентября 1922 года:359.
Поскольку мирное соглашение ещё не было подписано и возобновление военных действий не просто не исключалось, но было на повестке дня, одной из первоочерёдных задач Революционного правительства было усиление пограничной, так называемой «Армии Эвроса». Под руководством генерала Пангалоса, была создана хорошо оснащённая и боеспособная армия в 100 тысяч штыков. Английский историк Дуглас Дакин пишет, что если бы в этот момент было бы принято решение о возобновлении военных действий, то армия Эвроса могла бы молниеносно вновь занять Восточную Фракию, дойти до Константинополя, и турки были не в состоянии остановить её:364:397.
Мацукас воспрял. Армия была готова к новым боям, к новым триумфам.
Оставив позади траур 1922 года, и в ожидании наступления, он прибыл в расположение «Армии Эвроса».
В течение двух месяцев, как и в Балканские войны, он вращался в частях армии, воодушевлял солдат своими речами и стихами, и, в свою очередь, воодушевлялся боевым духом армии, передавая его своим читателям.
Решение о начале наступления оставалось за Э. Венизелосом, возглавившим греческую делегацию на Лозаннской мирной конференции.
Венизелос не сомневался в том, что греческая армия завершит эту новую кампанию в течение недели, тем более что этому способствовала и география — в этой кампании Греция могла использовать и свой флот, который бездействовал в Малоазийской кампании, в то время как кемалисты не располагали флотом.
Но даже вступление в Константинополь не означало бы завершения новой войны, а вести новую затяжную войну, без финансовой помощи союзников, разорённая военным десятилетием Греция была не в состоянии.
Прозондировав намерения союзников, Венизелос использовал Армию Эвроса как угрозу и дипломатическое оружие, но подписался под оставлением Восточной Фракии в пределах нового турецкого государства.
Армия была демобилизована.
Мацукас вернулся в Афины. Единственным результатом этой несостоявшейся кампании для поэта, был изданный им в конце 1923 года сборник стихов «Песни Эвроса. Подаренные армии Отечества» (Τα τραγούδια του Έβρου• Χαρισμένα στο στρατό της πατρίδας).
В последующие пять лет своей жизни, Мацукас издал свои последние два сборника стихов — «Национальные надежды» (Εθνικαί Ελπίδες) и «Проклятие Бога» (Κατάρα Θεού).

## Смерть С. Мацукаса
Биографы пишут, что Малоазийская трагедия подорвала здоровье Мацукаса. Он сохранял оптимизм, но несостоявшаяся кампания «Армии Эвроса» лишила его надежды увидеть в ближайшее время новые национальные триумфы.
В конечном итоге «великое сердце» поэта подвело его. Мацукас пробыл длительное время в афинском госпитале «Эвангелизмос». Его навещали друзья, соратники и поклонники его поэзии и патриотической деятельности. Среди последних был и генерал Т. Пангалос, бывший командующий «Армии Эвроса», уже в роли президента страны.
Спирос Мацукас умер 26 ноября 1928 года. Писатель Павлос Нирванас проводил «национального попрошайку», как он его именовал, стихами Ахилла Парасхоса (1838—1895): «Певец усни/ Долго не спала/ Твоя бессонная душа …».
Похоронен в Афинах 27 ноября. Похоронную службу провёл архиепископ Афинский Хризостом I. На похоронах с поминальной речью выступил известнейший тогда поэт Греции, Костис Паламас. Присутствовал премьер-министр Элефтериос Венизелос и многие министры.

## Память
Павлос Нирванас подчёркивал, что Мацукас свои лучшие стихи не писал, а делал (τα καλύτερα ποιήματά του δεν τα γράφει αλλά τα ποιεί).
Его биографы считают, что поэт Мацукас, он же «Поэт флота», «Апостол Павел флота», «Национальный апостол», «Национальный попрошайка» или «Попрошайка ради нации», является одной из самых значительных, но ныне забытых фигур Греции конца XIX — начала XX веков.
Биографы пишут, что если даже его поэтического творчества недостаточно, чтобы причислить Мацукаса к великим (греческим) поэтам, тот факт, что самый известный греческий поэт того времени и один из величайших поэтов современной Греции, Костис Паламас, согласился произнести поминальную речь на похоронах поэта, говорит о уважении которое питали греческие литераторы к покойному.
В июне 1955 года, через 27 лет после его смерти, на родине С. Мацукаса, в Ипати, была установлена пятиметровая статуя поэта. Статуя была установлена напротив места, где находился дом, в котором поэт родился. Однако сам дом был сожжён немцами в оккупацию (1941—1944).
Также в июне 1955 года, на площади Спироса Мацукаса в Ламии был установлен бюст поэта.
В 2003 году, один из биографов поэта, Яннис Д. Папанаёту (Γιάννης Δημ. Παπαναγιώτου), издал книгу «Спирос И. Мацукас: Национальный попрошайка и горнист Свободы» (Ο Εθνικός ζητιάνος και σαλπιγκτής της Λευτεριάς).
Книга была переиздана в 2012 году.
В 2009 году вышла книга других его биографов, Атанасиоса Карапецаса и Иоанниса Ламбру «Спирос Мацукас, неизвестный национальный апостол» (Σπύρος Ματσούκας : Ο άγνωστος εθναπόστολος).

## Масон
Масонская Великая ложа Греции с гордостью заявляет, что поэт и «национальный апостол» Спирос Мацукас был её членом.